# ميتسوماسا يوناي
ميتسوماسا يوناي (باليابانية: 米内 光政 ميتسوماسا يوناي) (2 مارس 1880 - 20 أبريل 1948) كان أدميرال في البحرية الإمبراطورية اليابانية وسياسي ياباني شغل منصب رئيس الوزراء الياباني السابع والثلاثين.